# معهد فرانكلين

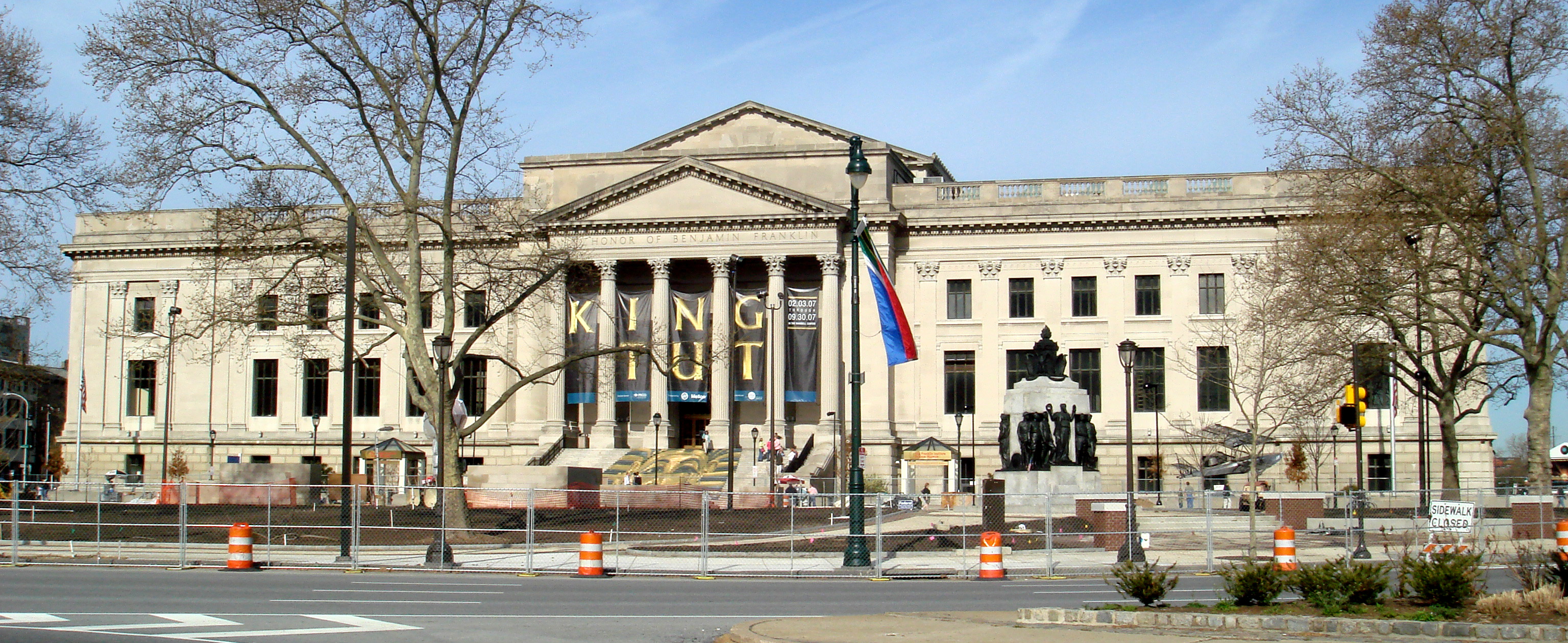
مبنى المعهد

معهد فرنكلن (بالإنجليزية: Franklin Institute)‏ هو متحف علمي مقره مدينة فيلادلفيا بولاية بنسلفانيا الأمريكية. سمي تيمنًا بالعالم والسياسي الأمريكي المرموق بنجامين فرنكلن، وهو واحد من أقدم مراكز التعليم والتطوير العلمي في الولايات المتحدة الأمريكية؛ إذ تأسس في 5 فبراير 1824 على يدي صمويل فون ميريك ووليم كيتنغ تحت اسم «معهد فرنكلن بولاية بنسلفانيا لتشجيع الفنون الميكانيكية».
عُرضت بين جنبات المعهد عدة تقنيات رائدة؛ إذ أقيم بالمعهد بين يومي 2 سبتمبر و11 أكتوبر 1884 المعرض الكهربائي الدولي لعام 1884، وهو أول معرض كهربائي كبير يقام في الولايات المتحدة الأمريكية، كما قام نيكولا تسلا سنة 1893 بعرض مبدأ التلغراف اللاسلكي في المعهد، وعرض فيلو فارنزوورث نظام التلفزيون الإلكتروني على الجمهور للمرة الأولى في 25 أغسطس 1934.